# Robert Gossett
Robert Gossett (New York, 3 marzo 1954) è un attore statunitense.

## Biografia
Gossett ottenne il suo primo lavoro professionale subito dopo essersi diplomato. È conosciuto soprattutto per la sua parte come capitano Taylor nella serie TV della TNT The Closer. Ha partecipato a molte serie TV, comparendo come guest star su Streghe, Crossing Jordan, NYPD Blue e Dark Angel. Per il cinema ha partecipato ai film Arlington Road - L'inganno, insieme a Jeff Bridges e Tim Robbins e a The Net - Intrappolata nella rete, con Sandra Bullock. Nel 2021 entra nel cast della soap opera General Hospital nel ruolo di Marshall Ashford, ruolo che ricopre fino al 2024.

## Vita privata
Gosset è cugino dell'attore Louis Gossett Jr. ed è sposato con la regista di teatro Michele Martin; hanno un figlio.

## Filmografia

### Cinema
- Batman - Il ritorno (Batman Returns), regia di Tim Burton (1992)
- The Net - Intrappolata nella rete (The Net), regia di Irwin Winkler (1995)
- Arlington Road - L'inganno (Arlington Road), regia di Mark Pellington (1999)

### Televisione
- Due poliziotti a Palm Beach (Silk Stalkings) – serie TV, 15 episodi (1992-1993)
- NYPD - New York Police Department (NYPD Blue) – serie TV, 2 episodi (1993-2003)
- Beverly Hills 90210 – serie TV, 4 episodi (1997)
- Settimo cielo (7th Heaven) – serie TV, 1 episodio (1997)
- Streghe (Charmed) – serie TV, 1 episodio (1999)
- Dark Angel – serie TV, 4 episodi (2000-2001)
- Philly – serie TV, 2 episodi (2002)
- The Closer – serie TV, 109 episodi (2005-2012)
- Crossing Jordan – serie TV, 1 episodio (2004)
- Bones – serie TV, 1 episodio (2005)
- Febbre d'amore (The Young and the Restless) – soap opera, 3 puntate (2007)
- E.R. - Medici in prima linea (ER) – serie TV, 2 episodi (2008)
- Major Crimes – serie TV, 92 episodi (2012-2016)
- Chicago Med – serie TV, 1 episodio (2016)
- Greenleaf – serie TV, 3 episodi (2018)
- General Hospital – soap opera (2021-2024)

## Doppiatori italiani
Nelle versioni in italiano delle opere in cui ha recitato, Robert Gossett è stato doppiato da:
- Eugenio Marinelli in The Closer, Major Crimes
- Gerolamo Alchieri in Batman - Il ritorno
- Stefano Mondini in The Net - Intrappolata nella rete
- Paolo Marchese in Arlington Road - L'inganno
- Massimo Bitossi in Arlington Road - L'inganno (ridoppiaggio)